# Osiek (Santacroce)
Osiek è un comune urbano-rurale polacco del distretto di Staszów, nel voivodato della Santacroce.
Ricopre una superficie di 129,33 km² e nel 2004 contava 7 934 abitanti.